# Вирт, Оскар
О́скар Рау́ль Вирт Лафуэ́нте (исп. Oscar Raúl Wirth Lafuente, родился 5 ноября 1955 года) — чилийский футболист, игравший на позиции вратаря. В составе сборной Чили участвовал в чемпионате мира 1982 года. Выступал за такие клубы, как «Кобрелоа», «Рот-Вайсс» и «Реал Вальядолид».

## Биография

### Клубная карьера
Вирт начал карьеру в составе клуба «Универсидад Католика», пробившись в основной состав в 1976 году. В составе клуба «Универсидад Католика» он провёл с 1976 по 1979 годы 95 матчей в чемпионате Чили, но ни разу не выиграл титул чемпиона страны. Недолго поиграв за «Коло-Коло», летом 1980 года Оскар перешёл в «Кобрелоа», который был основан за три года до этого, и впервые выиграл титул чемпиона страны с этим клубом, опередив «Универсидад де Чили» на три очка. Благодаря этой победе «Кобрелоа» попал в розыгрыш Кубка Либертадорес, где прошёл первые две стадии группового этапа без поражений, выбив из борьбы уругвайские клубы «Насьональ» и «Пеньяроль», и проиграл в финале только бразильскому клубу «Фламенго» в серии из трёх матчей (правило гола, забитого на чужом поле, тогда ещё не применялось). Через год в розыгрыше Кубка Либетадорес Вирт с командой выбил во втором этапе парагвайскую «Олимпию» и колумбийский «Депортес Толима». В финале, однако, команда Вирта потерпела поражение в двух матчах от уругвайского «Пеньяроля», единственный гол был забит во втором матче на предпоследней минуте игры с пенальти, его забил Фернандо Морена.
В 1982 году Вирт выиграл второй титул чемпиона страны в составе «Корбелоа», опередив «Коло-Коло» на четыре очка. После этого он перешёл в команду «Эвертон» из Винья-дель-Мар, где не продержался дольше сезона и затем ушёл в «Универсидад де Чили». Здесь он провёл 59 матчей в 1983—1985 годах, но не смог стать чемпионом страны и вскоре уехал в Европу, где выступал за немецкий «Рот-Вайсс» из Оберхаузена во Второй немецкой лиге и провёл всего 13 матчей. Летом 1986 года он перешёл в испанский «Реал Вальядолид», но за два сезона в Примере сыграл всего шесть встреч. В 1988 году он вернулся снова на американский континент, где провёл один сезон за колумбийский «Индепендьенте Медельин» как основной вратарь. Позже он вернулся в «Универсидад Католика» в возрасте 38 лет, где в составе команды дошёл до своего третьего финала Кубка Либетадорес. Но и там он потерпел поражение: «Сан-Паулу» победил в первом матче 5:1, а во втором победа чилийцев 2:0 оказалась недостаточной.
В 1994 году Вирт сыграл несколько игр за «Альянса Лима» из Перу и завершил карьеру игрока.

### Карьера в сборной
Оскар Вирт сыграл 12 матчей за сборную Чили в 1980—1989 годах. В 1979 году он числился в заявке на Кубок Америки 1979 года, где сборная Чили заняла 2-е место, проиграв Парагваю в финале. 24 июня 1980 года он дебютировал в матче против сборной Бразилии. В 1989 году он сыграл со сборной на Кубке Америки 1989 года, что стало последним турниром в его карьере (команда заняла 3-е место в группе, пропустив вперёд Аргентину и Уругвай). Тренер сборной Луис Сантибаньес включил Оскара в заявку на чемпионат мира 1982 года, однако команда не вышла из группы с Германией, Австрией и Алжиром, а Вирт не провёл ни одного матча.